# Утка (требака)
«Утка» — требака Черноморского флота Российской Империи, участник русско-турецкой войны 1828—1832 годов и экспедиции Черноморского флота на Босфор в 1833 году.
Поскольку большую часть времени использовалась в качестве транспортного судна, в некоторых документах упоминается в качестве транспортной требаки или транспорта. В связи с чем не стоит путать с одноимённым транспортом, который  также нёс службу в Черноморском флоте. Этот транспорт находился в составе флота с 1819 года, однако в 1824 году попал в шторм и разбился в устье Дуная.

## Описание судна
Единственная специально построенная для Черноморского флота парусная требака. Длина судна составляла 18,5 метра, ширина — 6,7 метра, а осадка 2,4 метра. Вооружение судна в разное время составляли от 4-х до 10-ти орудий малого калибра.

## История службы
Требака «Утка» была заложена в Севастопольском адмиралтействе 21 февраля (5 марта) 1823 года и после спуска на воду 30 марта (11 апреля) 1824 года вошла в состав Черноморского флота России. Строительство вёл корабельный мастер восьмого класса И. Я. Осминин.
В кампании с 1824 по 1827 годов требака использовалась в качестве транспортного судна для перевозки грузов между черноморскими портами.
Принимала участие в русско-турецкой войне 1828—1832 годов. 9 (21) июня 1828 года пришла к Анапе, доставив припасы из Севастополя на суда находившейся там эскадры адмирала А. С. Грейга. 13 (25) июня 1828 года ушла назад в Севастополь. С 1829 по 1832 год требака вновь использовалась для перевозки грузов между портами Азовского и Чёрного морей.
В 1833 году в составе кораблей эскадры Черноморского флота, принимавших участие в экспедиции на Босфор, совершила переход из Севастополя до Константинополя. 28 июня (10 июля) русские корабли покинули Босфор, и требака вернулась в Севастополь. В 1834 и 1835 годах состояла на грузовом сообщении между Николаевом и Измаилом, в 1836 году — между Николаевом, Измаилом, Севастополем и Одессой, с 1837 по 1839 год — между Севастополем и Одессой. В 1839 году также ходила по Дунаю и перевозила грузы между Николаевом и Измаилом. В 1840 году использовалась в качестве транспортного судна на маршруте между Севастополем и Николаевом.
Согласно сведениям из одних источников требака была разобрана в 1849 году, по другим сведениям разбилась в том же году, попав в шторм, однако в «Летописи крушений и пожаров судов Русского флота, от начала его по 1854 год» А. П. Соколова записи о крушении требаки «Утка» отсутствуют.

## Командиры судна
Сведений о командирах требаки «Утка» до 1827 года не найдено, с 1827 по 1840 год командирами судна в звании лейтенантов служили:
- А. Т. Барладян (1827—1828 годы)[16];
- Н. И. Казарский (1829—1831 годы)[7];
- Н. П. Бровцын (1832—1833 годы)[17];
- В. И. Барановский (1834—1836 годы)[18];
- В. К. Станиславский (1836 год)[19];
- И. А. Подушкин (1837—1838 годы)[20];
- И. М. Суровцов  (1838—1839 годы)[21];
- А. М. Шпаковский (до июля 1839 года)[22];
- А. Н. Романчугов (с июля 1839 года)[23];
- М. А. Кубаркин (1840 год)[24].

### Комментарии
1. ↑  Длина транспорта составляла 16,5 метра, ширина — 5,1 метра, осадка — 3 метра, а вооружение состояло из 2-х орудий.
2. ↑  60 футов 6 дюймов.
3. ↑  21 фут 10 дюймов.
4. ↑  7 футов 9 дюймов.